# Хрістоф Цербст
Хрістоф Цербст  (нім. Christoph Zerbst, 16 грудня 1963) — австрійський веслувальник, олімпійський медаліст.
Призер чемпіонату світу.

## Виступи на Олімпіадах
| Олімпіада      | Дисципліна   | Місце |
| -------------- | ------------ | ----- |
| Барселона 1992 | двійка парна | 2     |
| Атланта 1996   | двійка парна | 5     |

## Зовнішні посилання
- Досьє на sport.references.com [Архівовано 6 квітня 2011 у Wayback Machine.]
- Хрістоф Цербст на сайті Міжнародної федерації веслувального спорту

1. ↑  Zerbst Christoph